# Deepwater Horizon: Moře v plamenech
Deepwater Horizon: Moře v plamenech (v anglickém originále Deepwater Horizon) je americký životopisný katastrofický film z roku 2016. Režie se ujal Peter Berg a scénáře Matthew Michael Carnahan a Matthew Sand. Ve snímku hrají Mark Wahlberg, Kurt Russell, John Malkovich, Gina Rodriguez, Dylan O'Brien a Kate Hudson. Film je inspirovaný skutečnou událostí z dubna 2010, kdy došlo k havárii ropné plošiny Deepwater Horizon v Mexickém zálivu.
Film měl premiéru na filmovém festivalu v Torontu a do kin byl oficiálně uveden 30. září 2016. Získal pozitivní kritiku[zdroj⁠?!] a vydělal přes 104 milionů dolarů[zdroj⁠?!]. Česky jej uvedla společnost Freeman Ent. od 29. září 2016.

## Obsazení
| Mark Wahlberg           | Mike Williams             |
| Kurt Russell            | Jimmy „Pan Jimmy“ Harrell |
| John Malkovich          | Donald Vidrine            |
| Gina Rodriguez          | Andrea Fleytas            |
| Dylan O'Brien           | Caleb Holoway             |
| Kate Hudson             | Felicia Williams          |
| Ethan Suplee            | Jason Anderson            |
| Stella Allen            | Sydney Williams           |
| Joe Chrest              | David Sims                |
| Henry Frost             | Shane Roshto              |
| Jeremy Sande            | Adam Weise                |
| Brad Leland             | Robert Kaluza             |
| J. D. Evermore          | Dewey Kaluza              |
| Robert Walker Branchaud | Doug Brown                |
| James DuMont            | Patrick O'Bryan           |
| Garrett Hines           | Wyman Wheeler             |
| David Maldonado         | kapitán Curt Kuchta       |
| Jason Kirkpatrick       | Aaron Dale Burkeen        |

## Přijetí
Film vydělal[kdy?] 60,6 milionů dolarů v Severní Americe a 43,6 milionů dolarů v ostatních oblastech, celkově tak utržil přes 104 milionů dolarů po celém světě. Rozpočet filmu činil 110 milionů dolarů. Za první víkend docílil druhé nejvyšší návštěvnosti, kdy vydělal 20,2 milionů dolarů. Na první místě se umístil film Sirotčinec slečny Peregrinové pro podivné děti.[zdroj⁠?!]

### České recenze
| „                                      | Jestli režisér Berg něco zvládl, je to zhruba hodinové nasnímání katastrofy, které místy připomíná třeba i slavné Skleněné peklo (1974). Výbuchy a následný požár působí nepříjemně reálně a tato pasáž má strhující tempo, podpořené výbornou kamerou. | “ |
| — David Lancz, Týden.cz, 30. září 2016 | |   |

| „                                            | Berg v Deepwateru tlačí k podlaze plynový pedál burácejícího portrétu malého amerického hrdiny z lidu – sympatického, do té doby takřka bezejmenného profíka, který je člověku v podání Markyho (sakryš!) Wahlberga sympatický od první chvíle, kdy na plátně vyleze z postele; a to přestože se veden výrazně papírovým scénářem vyjadřuje pouze buďto naprosto prďáckými hláškami, nebo naopak exaktně wikipedickými rozbory právě probíhající situace. | “ |
| — Darek Šmíd, Reflex.cz, 29. září 2016: 60 % | |   |

| „                                                | Tuctové rozvržení postav – na plošině se najde mladá kráska Giny Rodriguezové, zkušený veterán Kurta Russella i zástupce ziskuchtivých šéfů v podání Johna Malkoviche – hrozí nudnou modelovkou, kde „zlí“ z petrolejářské firmy BP šetří na bezpečnostních testech a „hodní“ čili řadoví zaměstnanci to odskáčou. […] Nicméně nastavované vyprávění neomylně směřuje k cíli, jenž se dá předem odhadnout, tedy k trikově mohutné katastrofické akci a k finálnímu hrdinnému patosu. Je natočené zručně, ale očekávaně, bez překvapení, bez rukopisu, bez originality. | “ |
| — Mirka Spáčilová, iDNES.cz, 29. září 2016: 55 % | |   |